# بان تپه
بان تپه در شهرستان سرپل ذهاب، بخش مرکزی، دهستان حومه سرپل، ۱۸۰ متری شمال روستای زله رش واقع شده و این اثر در تاریخ ۲۶ اسفند ۱۳۸۷ با شمارهٔ ثبت ۲۵۶۳۴ به‌عنوان یکی از آثار ملی ایران به ثبت رسیده است.